# Catherine Wirth
Catherine Wirth, eigentlich Katharina Walpurga Wirth, (* 23. März 1931 in Laufersweiler; † 2006 in Paris) war eine deutsche Schriftstellerin.

## Leben
Katharina Walpurga Wirth stammte aus einer armen Hunsrücker Familie. Sie war die älteste Tochter von Wilhelm Wirth und Katharina Wirth, geborene Quint. Sie hatte noch drei weitere Geschwister. Bereits mit 14 Jahren, nach ihrer schulischen Ausbildung, arbeitete sie als Magd. Sie lernte den Franzosen Marcel Maufrais kennen, den sie am 4. Oktober 1949 heiratete. Am 12. Oktober 1949 zog sie mit ihrem Mann nach Frankreich und nannte sich von nun an Catherine Maufrais. Sie arbeitete als Altenpflegerin und erst als sie 1990 in Ruhestand ging, beschäftigte sie sich mit dem Schreiben und veröffentlichte ihre Werke unter dem Namen Catherine Wirth. Ihre Romane handeln von ihrer Heimat, dem Hunsrück, und ihrer Familie. Catherine Maufrais starb 2006 mit 75 Jahren in Paris.

## Werke
- Von der Kappelei nach Bärenbach. Autobiographischer Roman. Pandion Verlag, Bad Kreuznach 1997, ISBN 3-922929-69-9.
- Die Feen vom Hexenhügel. Das Geheimnis eines Hunsrücker Quellchens. Pandion Verlag, Simmern 1998, ISBN 3-922929-78-8.
- Familie Reich und ihr verdrehtes Rädchen. Hunsrückroman. Pandion Verlag, Simmern 2000, ISBN 3-922929-87-7.
- Wohin ziehst du mich? Hunsrückroman. Pandion Verlag, Simmern 2001, ISBN 3-934524-22-2.
- Im Schatten einer Liebe. eine wahre Liebesgeschichte. Pandion Verlag, Simmern 2001, ISBN 3-934524-24-9.
- Hunsrück - made in USA. Hunsrückroman. Pandion Verlag, Simmern 2002, ISBN 3-934524-31-1.
- Das Hiebsannchen. Das Leben einer Hausiererin aus dem Hunsrück; Roman. Pandion Verlag, Simmern 2004, ISBN 3-934524-42-7.